# Организация на ООН за промишлено развитие
Организацията на ООН за промишлено развитие (на английски: United Nations Industrial Development Organization), съкратено ЮНИДО (UNIDO) е специализирано учреждение на Организацията на обединените нации за борба с нищетата чрез повишаване на производителността.
Създадена е през 1966 г., а специализирано учреждение на ООН става през 1985 г. Нейното седалище е във Виена, Австрия.
Има за основна цел да съдейства за промишленото развитие и сътрудничество – главно на развиващите се страни. Мобилизира знания, опит, информация и технологии с оглед да съдейства за повишаване на производителната заетост, развитие на конкурентоспособна икономика и осигуряване на екологична устойчивост.
През последните години, ЮНИДО има все по-голяма роля в глобалния дневен ред за развитие, като фокусира дейността си върху глобализацията, устойчивостта на околната среда и намаляване на бедността. Организацията извършва две основни функции: като глобален форум, тя генерира и разпространява знания, свързани с индустрията; и като агенция за техническо сътрудничество, осигурява техническа поддръжка и реализиране на проекти.
Организацията е призната като специализиран и ефикасен доставчик на основните услуги, които отговарят на взаимосвързаните предизвикателства за намаляване на бедността чрез производствени дейности, интегриране на развиващите се страни в световната търговия чрез изграждане на търговски капацитет, насърчаване на устойчивостта на околната среда в промишлеността, както и подобряване на достъпа до енергия.
Визия на ЮНИДО е за един свят, където икономическото развитие е устойчиво и икономическото напредване е справедливо. Организацията се фокусира върху три основни тематични области:
- Намаляване на бедността чрез производствени дейности
- Изграждане на търговски капацитет
- Енергия и околна среда[1]

## Изпълнителни ръководители
| ЮНИДО Изпълнителни ръководители |                                       |
| 1967 – 1974                     | Ibrahim Helmi Abdel-Rahman ( Египет)  |
| 1975 – 1985                     | Abd-El Rahman Khane ( Алжир)          |
| ЮНИДО Генерални директори       |                                       |
| 1985 – 1992                     | Domingo L. Siazon Jr. ( Филипини)     |
| 1993 – 1997                     | Mauricio de Maria y Campos ( Мексико) |
| 1998 – 2005                     | Carlos Alfredo Magariños ( Аржентина) |
| Декември 2005 –                 | Kandeh Yumkella ( Сиера Леоне)        |

## Факти и цифри
174 държави за членове на ЮНИДО. Организацията разполага с 650 служители в главните ѝ офиси и регионални представителства в 80 страни, както и използва годишно услугите на приблизително 2, 800 международни и национални експерта (около 50% идват от развиващи се страни), които работят върху проекти в целия свят. През 2007 г., ЮНИДО извършва около 850 проекта за техническо сътрудничество в 120 държави.
Централата на ЮНИДО се намира в Международния център във Виена, в същия комплекс на ООН, където се помещават Международната агенция за атомна енергия, Службата на ООН по наркотиците и престъпност и Подготвителната комисия за цялостна организация на Договора за забрана на ядрените опити. България е била член на Съвета за индустриално развитие (2000 – 2003 г.) и многократно на Програмния и Бюджетен комитет на ЮНИДО. От 1986 г. със съдействието на ЮНИДО в България са реализирани близо 20 проекта. По-големите от тях са „Планиране на технологичното развитие на България“ (МОН) и „Регионално проучване на бъдещото развитие на хранителната промишленост в Централна и Източна Европа“ (МЗГ), изпълнени през 2005 г. България е включена и в проект за „чисто“ производство, финансиран съвместно с Швейцария, който касае пречистването на отпадни води от хотели по Черноморието.

## Тематичен фокус
ЮНИДО представя тематичните приоритетни области както следва:

### Намаляване на бедността, чрез за повишаване на производителната заетост
Като основен двигател на икономическия растеж и създаването на работни места, частният сектор има централна роля в намаляването на бедността и постигането на Целите на хилядолетието за развитие.
Воденото от частния сектор индустриалното развитие, има значителен принос за постигането на така необходимите структурни промени, които задава на икономиките на бедните страни по пътя на устойчив икономически растеж. ЮНИДО се фокусира върху насърчаване на създаването на достойни доходи и условия на заетост, като мярка за преодоляване на бедността.

### Изграждане на търговски капацитет
Техническата способност на развиващите се държави да произвеждат конкурентни продукти, които да са съобразени с международните стандарти, е от ключово значение за успеха им в международната търговия. ЮНИДО предоставя услуги, които предлагат неутрални съвети и техническо сътрудничество в областта на конкурентоспособността, индустриална модернизация и обновяване, в съответствие с международните стандарти за търговия.

### Енергия и околна среда
Основните промени в начина на производството и консумация са необходими за постигане на глобалното устойчиво развитие и борбата с изменението на климата. Поради това, ЮНИДО насърчава устойчиви модели на потребление и производство на промишлеността.

## Исторически преглед

### Произход
Произходът на ЮНИДО може да се проследи до серия от проучвания на програмата за бърза индустриализация на развиващите се страни, която Секретариатът на Организацията на обединените нации извършва в началото на 1950 година, по искане на ИКОСОС. Тези проучвания достигат връхната си точка в програмата за индустриализация и производителността, изготвена от Генералния секретар на ООН през 1956 година и одобрена на следващата година от Икономическия и социален съвет и Общото събрание. По това време, първоначално е предложено специалният орган да се справя с проблемите на индустриализацията, които могат да бъдат установени, чиито политически органи могат да облекчат ИКОСОС и Общото събрание с подробно разглеждане на тези въпроси и, чиито секретарият може да извършва повече работа от съществуващия промишлен отдел на Бюрото по икономически въпроси в рамките на Секретариата. Промишлената секция на Секретариата става клон през 1959 година, а през 1962 г. Индустриален център за развитие, оглавяван от комисаря за индустриално развитие.

### Специален орган на Обединените нации
Вследствие са разгледани предложения за по-нататъшно институционализиране на въпросите, свързани с индустриалното развитие в рамките на ООН от различни консултативни групи и вътрешни организационни органи. В резултат, Общото събрание на ООН създава ЮНИДО през ноември 1966 година, като специален орган на Организацията на обединените нации. През януари 1967 година, организацията е официално установена със седалище във Виена, Австрия. В сравнение с Индустриалния център за развитие, новосъздадената организация има за цел да разшири работата на своя предшественик. Освен нормалните дейности, като да действа като форум за дискусии, аналитични функции и разпространение на информация, ЮНИДО участва в оперативни дейности, т.е. в технически дейности за сътрудничество.
Освен нормативните дейности, като действа като форум за дискусии, аналитични функции и разпространение на информация, ЮНИДО стана участват в оперативни дейности, т.е. в техническите дейности за сътрудничество.

### Превръщането в специализирана агенция
Създаването на ЮНИДО като специален орган е следствие на компромисно решение. Развиващите се страни лансират на първа инстанция идеята за специализирана агенция със собствени политически решения и автономност по бюджетните въпроси. Същата позиция се препоръчва от няколко експертни групи на високо равнище и междуправителствени комисии през следващите години. В контекста на приемането от Общото събрание на Декларация и програма за действие по създаването на нов международен икономически ред и на Хартата на икономическите права и задължения на държавите, второто Общо събрание на ЮНИДО, проведено през 1975 г. в Лима, Перу, приема Декларацията от Лима за индустриално развитие и сътрудничество. За първи път са посочени количествено промишлени цели за развитие на международно ниво – очаква се развиващите се страни да постигнат 25% дял от световното промишлено производство до 2000 година. Като част от институционалните разпоредби на плана за действие от Лива, както и с цел да се подпомогне създаването на нов международен икономически ред, е препоръчано на Общото събрание ЮНИДО да се преобразува в специализирана агенция.
Междуправителственият комитет изготвя проект за конституция, която е приета във Виена през 1979 година. Въпреки това, възраженията и съмненията на индустриализираните страни от необходимостта от специализирана агенция, допринасят за забавянето на процеса на ратификация. За да се гарантира, че новата организация ще започне с членство, включително по същество всички значителни члонево, на Общото събрание чрез резолюции, приети през 1982 г. и 1984 г., се призовава за серия от официални консултации между бъдещите държави членки, което довежда в крайна сметка до съгласие новата конституция на ЮНИДО да влезе в сила. Всички необходими формални изисквания са изпълнени през 1985 г., и през декември същата година ЮНИДО най-накрая става шеснадесета специализирана агенция на Организацията на обединените нации със седалище във Виена.

#### Криза и реформа през 1990-те години
През следващите години, ЮНИДО непрекъснато разширява своите оперативни дейности. Въпреки това, няколко намеси отвън и вътре в организацията, довеждат до криза, която достига връхната си точка през 1997 година, когато ЮНИДО се изправя пред риск от затваряне: след края на Студената война и триумфа на пазарната икономическа система, и с оглед на Вашингтонския консунсус, който ограничава ролята на индустриалната политика в икономическите процеси за развитие, някои държави членки считат, че индустриалното развитие може да бъде подкрепено по-ефективно и по-ефикасно от частния сектор. В резултат, Канада, Съединените американски щати (най-големият донор на ЮНИДО) и Австралия се оттеглят от организацията между 1993 и 1997 г. Едновременно с това, по-нататъшното забавяне в икономиките на някои от основните индустриализирани страни, като и финансовите сътресения от азиатската финансова криза през 1997 г., е причина многостранната помощ да намалее. В допълнение, слабата управленска структура и липсата на фокус и интеграция на дейности, допринасят кризата в ЮНИДО да се влоши.
Държавите членки в ЮНИДО приемат строг Бизнес план за бъдещата роля и функции на организацията пред юни 1997 г. Дейностите, заложени в бизнес плана, се основават на ясни предимства на ЮНИДО, като се цели да се избегне припокриване и дублиране с други многостранни институции. Ключов момент е, че дейностите трябва да бъдат интегрирани в пакети от услуги, отколкото да се предоставят на самостоятелна основа за отделна държава. Организацията радикално се реформира въз основа на този бизнес план и през следващите години рационализира своите услуги, човешки и финансови ресурси, както и вътрешни процеси.

#### Роля след реформата
Въз основа на стабилните публични финанси и след втората вълна от програмни реформи през 2004 година, ЮНИДО допълнително фокусира своите дейности и технически услуги, пряко отговарящи за развитието на международните приоритети. В независима оценка на 23 международни организации, ЮНИДО е оценена като шеста най-добре изградена в цялостно положение и най-добра в групата от специализирани агенции. По отношение на текущия дебат за реформата на ООН, може да се отбележи, че ЮНИДО активно допринася за по-широката съгласуваност в ООН и ефективност на разходите.

## Управление

### Членство
Всеки член на ООН или на някоя от специализираните агенции на ООН, както и на МААЕ може да кандидатства за членство в ЮНИДО. Процесът за ставане на член на организацията се завършва с приемане на конституцията. Статутът на наблюдател е отворен, при поискване, за тези, които имат такъв статут в Общото събрание на ООН, освен ако генерналната конференция на ЮНИДО не реши друго. Конференцията има правомощията да покани и други наблюдатели, които да участват в работата на организацията в съответствие с приложимите права и разпоредбите на конституцията.
Считано от 30 ноември 2011 г., 174 държави са членове на ЮНИДО, всички са членове и на ООН. Членовете на ЮНИДО са разделени в четири списъка, като все още Туркменистан не е включен. Списък А се състои от всички страни от ЮНИДО в Африка, дзаедно с азиатската група на ООН (включително Израел, с изключение на кипър, Япония и Туркменистан). Списък B се състои от всички страни от ЮНИДО в Западноевропейската и други група на ООН (включително Кипър и Япония, без Израел). Списък C се състои от всички страни от ЮНИДО в Латиноамериканската и карибска група на ООН. Списък D се състои от всички страни от ЮНИДО от Източноевропейските страни в ООН.
ЮНИДО е едно от двете специализирани агенции на ООН (другата е Международния фонд за земеделско развитие IFAD), в които членовете са разделени в групи. Списък Б на ЮНИДО е подобен на този в IFAD, който се състои предимно от развитите страни.
Пълните списъци на страните са:
Списък А (97 членове): Афганистан, Алжир, Ангола, Бахрейн, Бангладеш, Бенин, Бутан, Ботсуана, Буркина Фасо, Бурунди, Камбоджа, Камерун, Кабо Верде, Централноафриканска република, Чад, Китай, Коморски острови, Република Конго, Кот д'Ивоар, Демократична република Конго, Джибути, Египет, Екваториална Гвинея, Еритрея, Етиопия, Фиджи, Габон, Гамбия, Гана, Гвинея, Гвинея-Бисау, Индия, Индонезия, Иран, Ирак, Израел, Йордания, Казахстан, Кения, Северна Корея, Южна Корея, Кувейт, Киргизстан, Лаос, Ливан, Лесото, Либерия, Либия, Мадагаскар, Малави, Малайзия, Малдиви, Мали, Мавритания, Мавриций, Монголия, Мароко, Мозамбик, Мианмар, Намибия, Непал, Нигер, Нигерия, Оман, Пакистан]], Папуа Нова Гвинея, Филипините, Катар, Руанда, Самоа, Сао Томе и Принсипи, Саудитска Арабия, Сенегал, Сейшелските острови, Сиера Леоне, Сомалия, Южна Африка, Шри Ланка, Судан, Свазиленд, Сирия, Таджикистан, Тайланд, Източен Тимор, Того, Тонга, Тунис]], Уганда, Обединените арабски емирства, Танзания, Узбекистан, Вануату, Виетнам, Йемен, Замбия, Зимбабве.
Списък B (23 членове): [[Австрия, Белгия, Кипър, Дания, Финландия, Франция, Германия, Гърция, Ирландия, Италия, Япония, [[Люксембург, [[Малта, [[Монако, [[Холандия, Нова Зеландия, Норвегия, Португалия, Испания, Швеция, Швейцария, Турция.
Списък C (32 членове): Аржентина, Бахамски острови, Барбадос, Белиз, Боливия, Бразилия, Чили, Колумбия, Коста Рика, Куба, Доминика, Доминиканската република, Еквадор, Ел Салвадор, Гренада, Гватемала, Гвиана, Хаити, Хондурас, Ямайка, Мексико, Никарагуа, Панама, Парагвай, Перу, Сейнт Китс и Невис, Сейнт Лусия, Сейнт Винсънт и Гренадини, Суринам, Тринидад и Тобаго, Уругвай, Венецуела.
Списък D (21 членове): Албания, Армения, Азербайджан, Беларус, Босна и Херцеговина, България, Хърватия, Чехия, Грузия, Унгария, Черна гора, Полша, Република Молдова, Румъния, Руската федерация, Сърбия, Словакия, Словения, Македония, Украйна.
Страни, които нямат членство: Туркменистан.
Подписващите или присъединяващите се държави, които все още не са завършили процедурите си по ратификацията, са: Антигуа и Барбуда (1982) и Тувалу (2011, списък А).
Светият престол и на Суверенния военен орден на Малта имат статут на наблюдатели в ЮНИДО.
Бивши членове на ЮНИДО са Австралия (1985 – 1997, списък B), Канада (1985 – 1993, списък B), Литва (1991 – 2012, списък D), Обединеното кралство (1985 – 2012, списък B) и САЩ (1985 – 1996, списък B).
Други държави, които не са подписали или ратифицирали конституцията са Андора, Бруней, островите Кук, Естония, Исландия, Кирибати, Латвия, Лихтенщайн, Маршалови острови, Микронезия, Науру, Ниуе, Палау, Сан Марино, Сингапур, Соломонови острови, Южен Судан и държави с ограничено признаване.

### Генерална конференция
Конференцията е най-висшият политически орган за вземане на решения в организацията и се състои от всички държави членки в ЮНИДО. Той се събира на всеки две години и одобрява програмата и бюджета и разходите за предстоящия двугодишен период, а на всека втора среща се назначава генералният директор за срок от четири години.
Съвет за индустриално развитие (IDB)
Управителният съвет заседава веднъж в годината на конференцията и два пъти през други години, и се състои от 53 държави членки на организацията, които се избират за период от четири години. Той действия като подготвителен орган за конференцията и преглежда изпълнението на одобрената програма и редовния и оперативен бюджет за предстоящия двугодишен период. Сред основните функции на Съвета е да препоръчва оценки на конференцията, както и кандидат за поста генерален директор.
Програмен и бюджетен комитет (PBC)
Комитетът се състои от 27 държави членки на организацията, избирани за срок от две години и заседава най-малко веднъж годишно, за да разглежда, наред с останалото, предложенията на генералния директор за работната програма и съответните разчети за редовните и оперативния бюджет.

### Секретариат
Секретариатът на ЮНИДО се намира във Виена, Австрия и поддържа представителства в Брюксел (Белгия), Женева (Швейцария) и Ню Йорк (САЩ). Считано от 2010 година, организационната структура на ЮНИДО се състои от Служба на генералния директор (ODG), Програма за развитие и Отдел по техническо сътрудничество (PTC), Отдел Регионални стратегии (RSF), Отдел по генерален мениджмънт (PSM), както и офиси на вътрешния надзор и правни услуги.
Сегашният генерален директор (2010) на ЮНИДО, г-н Канде Юмкела (Сиера Леоне), бе избран от държавите членки през 2005 година. Преизбран е за втори четиригодишен мандат през 2009 г.

### Регионално представителство
Системата на ЮНИДО включва четири категории на офиси:
- Регионални офиси, които покриват страната, както и редица страни в същия регион, в които организацията добива статут на чуждестранна агенция
- Държавни офиси, които покриват страната-домакин
- Фокусни офиси, поддържани в рамките на националните правителства
- Бюра на ЮНИДО в офисите на ПРООН

### Технически офиси на национално ниво
С цел да се предостави допълнителна подкрепа на техническите дейности на ЮНИДО, са установени различни видове Технически служби. Те включват:
- Офиси по инвестиции и промотиране натехнологии, които насърчават инвестициите и технологичните потоци към развиващите се страни и страните с икономики в преход, които са финансирани от приемащите страни
- Международни технологични центрове, които действат като катализатори за усъвършенстването на технологията и подпомагат управлението на технологичната промяна
- В сътрудничество с Програмата на ООН за околна среда (UNEP), ЮНИДО има глобална мрежа от национални центрове за „чисто“ производство (NCPCs), насочени към изграждане на национални мощности с чисти производствени технологии, насърчаване на диалога между индустрията и правителството, както и инвестиции за повишаване за трансфера и развитието на екологосъобразни технологии
- Борси на партньорство по индустриално подизпълнение (SPX), за улесняване на производствените връзки между малки, средни и големи производствени фирми и свързването им със световните пазари и мрежи за доставки
- Центрове на ЮНИДО за сътрудничество Юг-Юг като част от основна инициатива на ЮНИДО в някои от по-напредналите развиващи се страни